# Parafia Straży Granicznej Miłosierdzia Bożego w Nowym Sączu
Parafia Straży Granicznej Miłosierdzia Bożego w Nowym Sączu znajduje się w Dekanacie Straży Granicznej Ordynariatu Polowego Wojska Polskiego. Jej proboszczem jest ks. por. SG Robert Młynarczyk. Obsługiwana przez księży diecezjalnych. Erygowana 2 maja 2008. Mieści się przy ulicy 1 Pułku Strzelców Podhalańskich.